# Sofia Marinu
Sofia Marinu (en grec: Σοφία Μαρίνου) (1884 - ?) fou una tennista grega, guanyadora de dues medalles olímpiques.
Participà en els Jocs Olímpics d'Estiu de 1906 realitzats a Atenes (Grècia), els anomenats Jocs Intercalats i que actualment no són reconeguts com a oficials pel Comitè Olímpic Internacional (COI), on aconseguí guanyar la medalla de plata en la prova individual de tennis així com en la prova mixta d'aquesta disciplina fent parella amb el seu compatriota Georgios Simiriotis.